# Équipe d'Israël espoirs de football
Maillots
L'équipe d'Israël espoirs de football est une sélection de joueurs de moins de 21 ans israéliens placée sous l'égide de la Fédération d'Israël de football.
L'équipe a participé à deux reprises à la phase finale du championnat d'Europe espoirs.

## Parcours au Championnat d'Europe de football espoirs
- 1978 : Non qualifié
- 1980 : Non qualifié
- 1982 : Non qualifié
- 1984 : Non qualifié
- 1986 : Non qualifié
- 1988 : Non qualifié
- 1990 : Non qualifié
- 1992 : Non qualifié
- 1994 : Non qualifié
- 1996 : Non qualifié
- 1998 : Non qualifié
- 2000 : Non qualifié
- 2002 : Non qualifié
- 2004 : Non qualifié
- 2006 : Non qualifié
- 2007 : 1er tour
- 2009 : Non qualifié
- 2013 : 1er tour
- 2015 : Non qualifié
- 2017 : Non qualifié
- 2019 : Non qualifié
- 2021 : Non qualifié
- 2023 : Demi-finale

## Effectif actuel
Les joueurs suivants ont été appelés pour disputer le barrage contre l'République d'Irlande les 23 et 27 septembre 2022,.
Gardiens
- Sharif Kaiuf
- Omer Niron
- Daniel Peretz

Défenseurs
- Gil Cohen
- Karem Jaber
- Zohar Zasno
- Ziv Morgan
- Yuval Sade
- Itay Ben Shabat
- Stav Lemkin
- Roy Herman
- Noam Malmud

Milieux
- Ido Shahar
- Mohammed Kna'an
- Oscar Gloukh
- Hisham Layous
- Yoav Hofmayster
- Bar Cohen
- Adir Levi
- El Yam Kancepolsky
- Tai Abed

Attaquants
- Osher Davida
- Stav Nachmani
- Idan Gorno